# Shaun Ellis (chercheur)
Pour les articles homonymes, voir Shaun Ellis.
Shaun Ellis  est un chercheur animalier anglais, connu pour avoir étudié la vie des loups, et pour avoir intégré durant plusieurs mois une meute de loups sauvages d'Amérique du Nord. Il est le fondateur du Wolf Pack Management (de gestion) et est impliqué dans un certain nombre de projets de recherche sur les loups, en Pologne et au parc national de Yellowstone aux États-Unis.
Il travaille auprès des loups depuis 1990, et avant cela, il a étudié le renard roux dans le Royaume-Uni, puis le coyote au Canada.

## Jeunesse
Élevé par ses grands parents dans la campagne profonde du petit village de Great Massingham, proche de la ville de Lynn dans le Norfolk King, il a appris à observer les animaux sauvages dès le plus jeune âge et à utiliser son sens de l'odorat et du son pour trouver son chemin dans la nuit lorsqu'il étudiait les renards et les blaireaux.
Ellis a commencé par se former pour être garde-chasse, mais a dû quitter son emploi lorsque le garde-chasse en chef a découvert qu'il nourrissait les renards plutôt que de les abattre. Il a ensuite rejoint et servi dans la Marine Royale.
Après avoir quitté la Marine, il a contacté un biologiste amérindien, Levi Holt. À la suite de leur rencontre, il a pu vivre plusieurs mois au sein du Wolf Education and Research Center, sur les terres de la tribu indienne des Nez Percé dans le nord de l'Idaho, aux États-Unis, en tant que bénévole dans un projet d'étude sur les loups au pied des montagnes Rocheuses. Ils lui apprirent à observer les loups, et à être en mesure d'entrer dans une meute de loups et de vivre parmi eux. Il a enregistré des hurlements de loups sauvages et a appris progressivement à identifier les différents rôles des membres de la meute. Il a commencé à réaliser que les loups sont des individus très intelligents, qui démontrent confiance et équilibre à l'égard de la structure sociale de leur meute,.

## Carrière
Il est le fondateur du Wolf Pack Management au Parc naturel de Combe Martin dans le North Devon, où il a travaillé avec 17 loups en captivité, dont 4 chiots nés le 19 mai 2008. Il y avait à l'origine six loups dans le parc, qu'il a sauvé de la vente à un propriétaire privé. Il avait pour habitude de donner des explications à but éducatif sur les loups.
En 2005, Ellis a passé 18 mois à vivre dans la réserve du Parc Naturel de Combe Martin avec trois louveteaux abandonnés (Yana, Tamaska, et Matsi), en les éduquant en vue de devenir des loups sauvages et des mâles alpha au sein de la meute,.
Dans Un homme parmi les loups il relate son insertion durant deux ans dans une meute de loups sauvages dans l'Idaho.
Ellis a passé une grande partie de sa vie à étudier et vivre avec des loups et a appris à communiquer avec eux via l'odorat et les sons. Les projets de recherche dans lesquels il est impliqué en Pologne et au parc national du Yellowstone ont pour objectif de développer des méthodes non cruelles pour décourager les loups de pénétrer dans les zones de conflit potentiel avec les humains.
Ellis avait déclaré être pour la réintroduction des loups en Angleterre, où ils ont disparu depuis le XVIIe siècle lorsqu'ils furent tués par l'homme. Il a aussi dit à propos des loups : "Bien que beaucoup de gens imaginent les loups comme des tueurs sauvages, j’en suis venu à les connaître et à les aimer comme ma famille." 

## Livres
Shaun Ellis a écrit 5 livres en anglais au sujet des loups : The Wolf Talk (2003), Spirit of the Wolf (2006), The Man Who Lives with Wolves (with Penny Junor, 2009) traduit en français, Un homme parmi les loups (2011), Living With Wolves (2010) and The Wolf Within: How I Learned To Talk Dog (2011). En 2004, le BBC South West a qualifié Ellis de "champion local" ("Local Champion") du Sud Ouest de l'Angleterre, dans une campagne qui avait pour but de mettre en valeur le travail de personnes qui ne sont pas toujours publiquement reconnues. Il a été présenté sur la radio BBC 4 le 2 mai 2005 dans le programme Une vie avec les loups.

## Apparitions à la TV

### L'homme loup (The Wolfman)
Ellis a fait l'objet d'un documentaire, The Wolfman, diffusée sur Five au Royaume-Uni le 18 mai 2007, et sur la chaîne National Geographic aux États-Unis, où il a été intitulé A Man Among Wolves (Un homme parmi les loups). Le documentaire montre comment, en imitant attentivement le comportement du loup, Ellis a réussi à éduquer trois louveteaux jusqu'à leur maturité. Il montre également comment un agriculteur polonais, dont le cheptel a subi les attaques de loups, a fait appel à l'expertise de Ellis. Depuis que les loups étaient devenus une espèce protégée en Pologne, l'agriculteur espérait qu'Ellis pourrait être en mesure de trouver une façon non-violente de dissuader les attaques de la meute. Ellis s'est rendu en Pologne pour étudier le pack local, apportant avec lui des enregistrements audio de hurlements de loups.
Ellis pense que si les loups locaux entendent des hurlements provenant de la ferme, ils croiront qu'une autre meute a déjà pris ce territoire, et se maintiendrons à l'écart pour éviter un conflit. Pour que cela fonctionne Ellis devait déterminer la taille de la meute réelle et diffuser des enregistrements d'une meute de taille similaire. Les premiers résultats sont encourageants et dans les semaines suivantes l'agriculteur a commencé à diffuser les enregistrements faisant que la ferme n'a pas subi de nouvelles attaques. Le documentaire montre ensuite le retour d'Ellis dans le Devon, où il a tenté de se réinsérer avec les trois loups. En son absence, les loups avaient établi une nouvelle hiérarchie, et même s'ils ont reconnu Ellis, ils l'ont accueilli, il était maintenant l'oméga de la meute, relégué à un rôle de maintien de la paix entre les nouveaux alpha et bêta mâles.

### Martin Clunes:Un homme et ses chiens(A Man and His Dogs)
Ellis figure dans le premier épisode de Martin Clunes : Un homme et ses chiens, un documentaire en deux parties diffusé sur la chaîne ITV, le 24 août 2008. Clunes explore le monde canin, et rend visite à Ellis dans le Devon en vue de découvrir ce qui lie les loups avec et les chiens de compagnie. Ellis révèle que beaucoup de comportements du chien qui sont interprétés comme humains, sont pour beaucoup hérités d’instincts de la hiérarchie de la meute de loup. Tourné en janvier 2008, Clunes rend visite à Ellis dans la meute de Combe Martin. 
Vivre avec l’homme loup (Living with the Wolfman)
Vivre avec l’homme loup est un documentaire en huit parties sur Shaun Ellis, diffusé aux États-Unis sur Animal Planet en octobre et novembre 2008. Il est également diffusé au Royaume-Uni sur la Cinq. Le documentaire suit la vie d’Ellis avec la meute de loups au parc de Combe Martin ainsi que sa relation avec sa conjointe, Helen et leur vie dans le Devon. Il montre également comment Ellis a intégré sa petite amie dans la meute. [8] [12]

### M. etMmeWolf (Mr and Mrs Wolf)
En février 2009, Channel Five a projeté un documentaire en deux parties, M. et Mme Wolf portant sur les tentatives d’Ellis de faire adopter sa conjointe Helen Jeffs par la meute de loups de Combe Martin, en tant que nouvelle "nourrice » de loup au service de femelle alpha, Cheyenne enceinte. Le programme a été diffusé le 17 et 24 février. [13] [14]

### Le superhéros de Stan Lee (Stan Lee’s Superhuman)
Il est également apparu sur la chaîne US History Channel (États-Unis) dans le documentaire Le superhéros de Stan Lee (Stan Lee Superhuman), qui présente des « super-héros de la vie réelle » dans le monde entier.

### L’homme lion: Un safari africain mondial (The Lion Man: One world African Safari)
Dans le cinquième épisode de la première saison "The Lion Man: One world African Safari", Craig Busch, un "dresseur de chats sauvages" autodidacte connu, rend visite à Shaun Ellis.

## Critiques
Ellis, avec son programme sur l'homme Among Wolves, a été critiqué par le Centre International des Loups (International Wolf Center) pour son sensationnalisme. 